# Medasina parallela
Medasina parallela är en fjärilsart som beskrevs av Louis Beethoven Prout 1927. Medasina parallela ingår i släktet Medasina och familjen mätare. Inga underarter finns listade i Catalogue of Life.